# Sulzfeld (Badenia-Wirtembergia)
Sulzfeld – miejscowość i gmina w Niemczech, w kraju związkowym Badenia-Wirtembergia, w rejencji Karlsruhe, w regionie Mittlerer Oberrhein, w powiecie Karlsruhe, siedziba wspólnoty administracyjnej Sulzfeld. Leży w Kraichgau, ok. 35 km na północny wschód od Karlsruhe, przy drodze krajowej B293, i linii kolejowej Heilbronn – Karlsruhe.
W 1801 r. grupa osadników z Sulzfeld założyła na wschód od Łodzi wieś Neu-Sulzfeld (obecnie Nowosolna) .